# Arcole
Arcole es una localidad y comune italiana de 6.015 habitantes, ubicada en la provincia de Verona (una de las siete provincias de la región de Véneto).
Su nombre está asociado a la batalla del puente de Arcole, librada durante los días 15 a 17 de noviembre de 1796, en la que las tropas republicanas francesas, mandadas por el joven general Napoleón Bonaparte, lograron vencer a las tropas austríacas al mando del barón József Alvinczi. 

## Demografía
| Gráfica de evolución demográfica de Arcole entre 1861 y 2001 |
|                                                              |
| fuente ISTAT - elaboración gráfica a cargo de Wikipedia      |